# Каспійська раса
Каспійська раса — термін, який використовується деякими авторами в расовій антропології для опису підраси більшої європеоїдної раси.  Термін використаний М. Г. Абдушелішвілі (1979) як складовий відгалуження середземноморської раси або ірано-афганської раси. В антропології радянської доби цей термін використовувався для включення татів і азербайджанців.
Вважається, що фенотип переважає серед азербайджанців,кумиків і цахурів. Ґенрієтта Леонідівна Хіт стверджує, що як форма расової домішки каспійський підтип представлений у туркменів і талишів. Сучасний науковий консенсус, заснований на генетиці, відкидає концепцію різних людських рас у біологічному сенсі.